# Tepertős pogácsa
La tepertős pogácsa (letteralmente: focaccia di ciccioli di maiale) è una focaccia salata rotonda tipica della cucina ungherese.
La produzione di questa focaccia, che può essere del tipo a pasta morbida o pasta sfoglia, ha ottenuto dall'Unione europea il riconoscimento di specialità tradizionale garantita.

## Storia

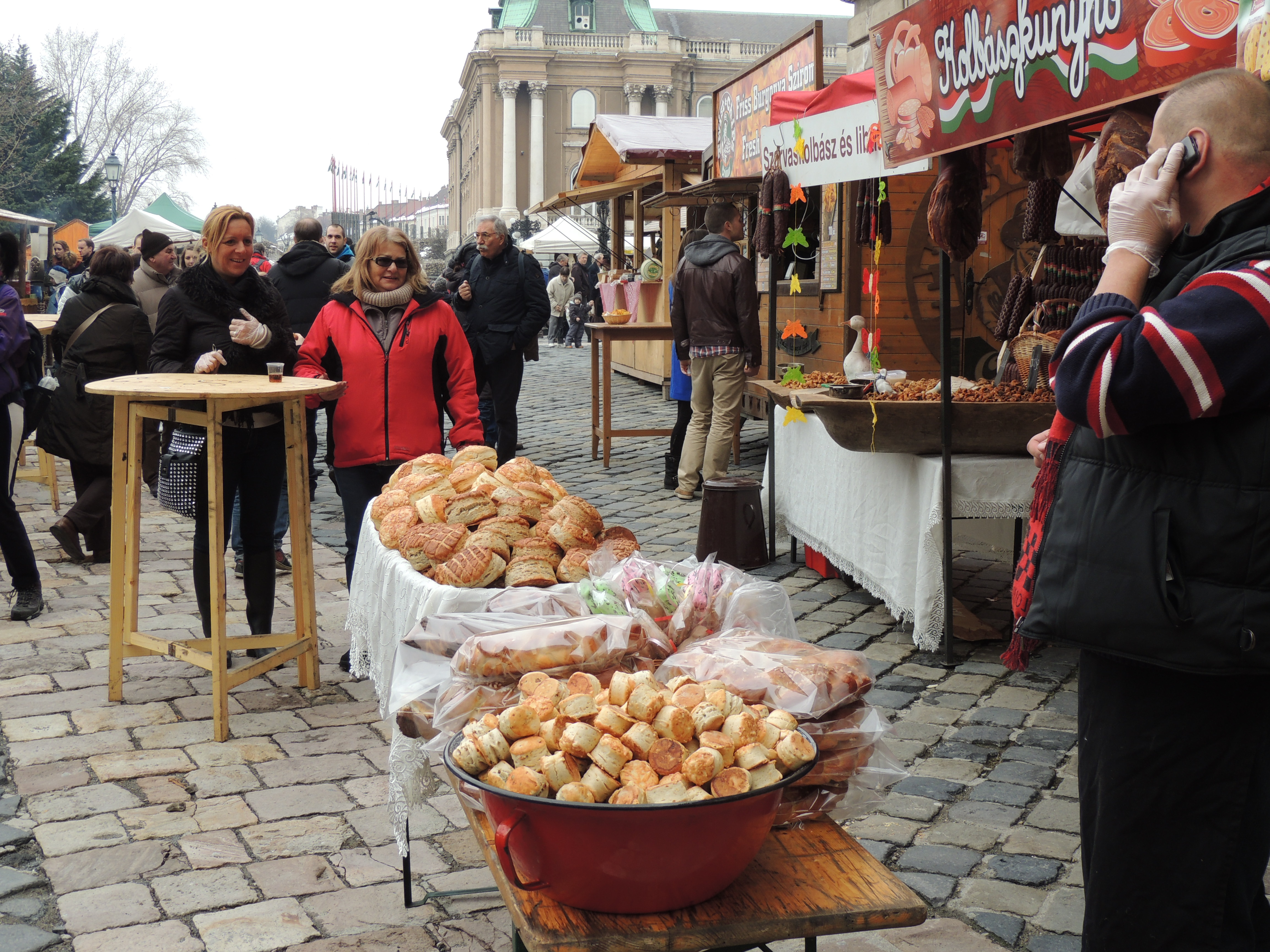
Mercato di Budapest

La parola ungherese pogácsa (focaccia) è attestata per la prima volta in documento del 1395 e, in origine, indicava una galletta cotta nelle braci e nella cenere. La diffusione delle odierne focaccette ungheresi avvenne alla fine del Medioevo fino a imporsi, con le sue differenti varianti di impasto, come il prodotto della panetteria più diffuso nella cucina contadina e da allora la sua popolarità non è più venuta meno. L'affermarsi della tepertős pogácsa deriva dalla consuetudine di friggere nello strutto il grasso residuo della pancetta, oltre che dal fatto che i ciccioli sono divenuti un genere alimentare di consumo quotidiano.
Dal XVIII secolo si andarono diffondendo, tra le famiglie nobili della grande pianura ungherese, le ricette per pancetta o strutto, mentre dal 1850 queste ricette compaiono nei registri rurali delle aree comprese tra il Danubio e il Tibisco.
Tra la fine del XIX e l'inizio del XX secolo, i ciccioli erano utilizzati dalle famiglie contadine della regione centrale del Tibisco per la produzione di sapone, mentre il loro utilizzo nell'alimentazione si diffuse solo gradualmente. Una volta macellato il maiale, le focacce erano in genere preparate utilizzando ciccioli freschi, generalmente piccoli e senza pelle.
Dal 1880 circa diversi ricettari della cucina ungherese confermano la popolarità della tepertős pogácsa Una ricerca etnografica del 1933 cita le focacce a base di farina di frumento a cui venivano aggiunti diversi ingredienti, tra cui i ciccioli.

## Produzione

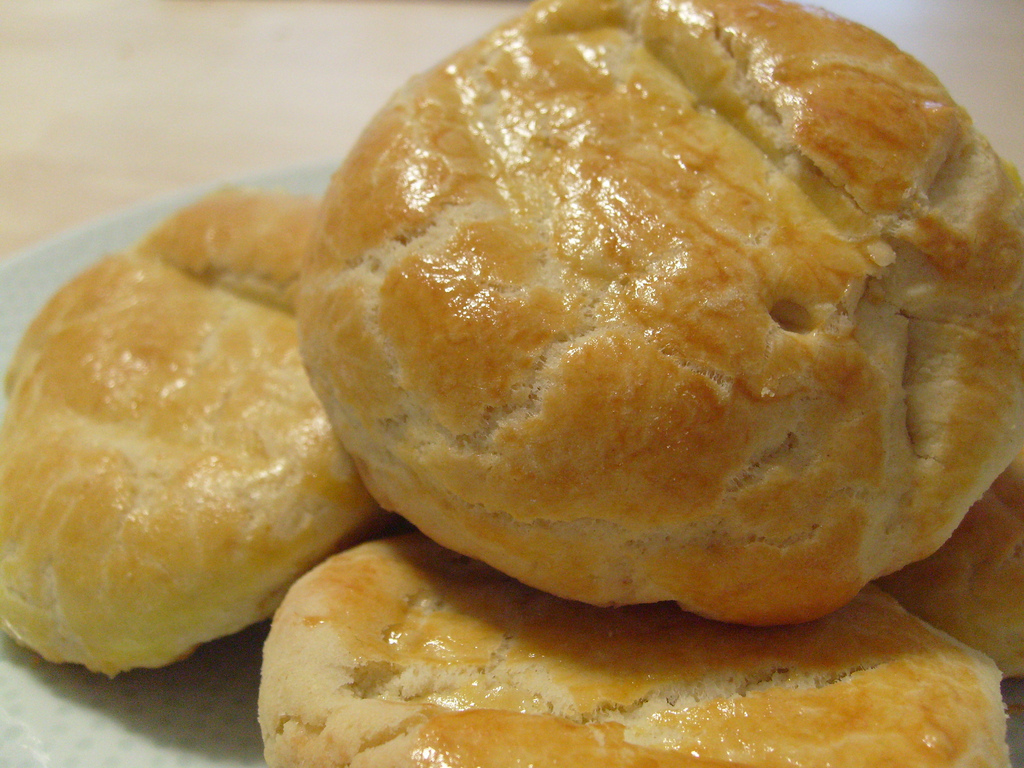
Variante "morbida"

La tepertős pogácsa può avere una consistenza morbida o del tipo pasta a sfoglia.

### Variante morbida
I ciccioli freschi senza pelle, sono schiacciati utilizzando un mattarello oppure tritati e mischiati nello strutto. In seguito vengono aggiunti farina, lievito sciolto nel latte, un uovo, un tuorlo d'uovo, vino bianco (o aceto), sale, pepe macinato e panna da cucina, fino ad ottenere un impasto morbido e mediamente denso.
Dopo averlo fatto lievitare e raffreddare, l'impasto viene steso, inciso con solchi profondi e tagliato in piccoli cerchi di 3-6 centimetri, poi spennellati con un uovo sbattuto. Dopo ulteriore lievitazione, le focaccete sono cotte in forno ad una temperatura di 220-240 °C per 12-15 minuti.

### Variante sfogliata
Alla crema di strutto e ciccioli vengono aggiunti il sale e il pepe.
A parte viene impastata una miscela di farina, strutto, sale, lievito sciolto nel latte, vino bianco (o aceto) e, eventualmente, un uovo, un tuorlo d'uovo e panna da cucina.
A questo punto la spasta viene stesa in sfoglie sottili, spalmata con la crema di ciccioli ed arrotolata. L'operazione viene ripetuta una seconda volta, ma con arrotolamento in direzione perpendicolare rispetto alla precedente. La pasta viene di nuovo spianata, spalmata e questa volta ripiegata tre volte. Dopo essere stata spianata un'ultima volta, la sfoglia viene tagliata per ricavare le singole focaccette, poi spalmate con l'uovo sbattuto.
Dopo la lievitazione finale, le focaccette vengono cotte in forno a una temperatura di 220-240 °C per 8-10 minuti.

## Consumo
La tepertős pogácsa è un tipo di pane molto diffuso nell'alimentazione quotidiana. Viene servita come accompagnamento delle zuppe (gulasch, zuppa di fagioli e altre), viene offerta ai partecipanti di riunioni e conferenze, e costituisce uno snack molto utilizzato in caso di feste famigliari (matrimoni, battesimi) o di ricorrenze quali Natale e Pasqua, oltre a costituire un classico accompagnamento delle degustazioni di vino negli agriturismi.